# Charlesky
Désiré Perret dit Désiré Charlesky, ou Charlesky, né le 2 mai 1881 dans le 3e arrondissement de Lyon et mort le 4 décembre 1960 dans le 16e arrondissement de Paris , est un chanteur de tyroliennes et artiste français de café concert et d'opéra.
Il est un des rares chanteurs de café-concert à avoir également interprété des airs du répertoire d'opéra.

## Biographie
C'est après un séjour de 3 ans en Russie que Désiré Perret prend le nom de scène de Charlesky. Sa véritable carrière débute à l'Alhambra en 1907.
Spécialise dans la tyrolienne, il chante en France, Hollande, Italie, Belgique et Roumanie les œuvres de Saint-Servan. Dès cette date, il enregistre pour Pathé mais aussi d'autres firmes importantes de cette époque. Vers 1914, il prend des leçons de chanteur lyrique auprès du fort ténor Léon Escalaïs, et devient lui-même ténor à l'opéra.
On le retrouve au début des années 1920 entre la Gaîté Lyrique et l'Opéra de Monte-Carlo. Son répertoire va de Werther à Guillaume Tell en passant par Tosca, Carmen et Rigoletto. En 1933, il enregistre une petite série de disques pour la firme Cristal dans le répertoire lyrique cette fois. À l'aube de la seconde guerre mondiale, il se retire à Paris. 
Mort à l'âge de 79 ans, il était veuf depuis août 1918 d'Augustine Thizy, également artiste lyrique avec laquelle il avait formé, à partir de 1907, un duo sous le nom Les Charlesky puis sous celui de M et Mme Charlesky. 
Il est inhumé le 8 décembre 1960 au cimetière d'Auteuil (9e division).

## Carrière
- 1921 : Tosca, opéra en 3 actes de Giacomo Puccini sur un livret de Luigi Illica et Giuseppe Giacosa, à l'Opéra municipal de Nîmes (20 janvier) : Cavaradossi[12]
- 1921 : L'Africaine, opéra en 5 actes de Giacomo Meyerbeer sur un livret d'Eugène Scribe, à l'Opéra municipal de Nimes (27 janvier)[13]
- 1921 : La Juive, opéra en 5 actes de Fromental Halévy sur un livret d'Eugène Scribe, au Théâtre municipal d'Alger (février) : Éléazar[14]
- 1922 : L'Africaine, opéra en 5 actes de Giacomo Meyerbeer sur un livret d'Eugène Scribe, à l'Opéra d'Alger (7 janvier) : Vasco de Gama
- 1922 : Messaline, opéra en 4 actes d'Isidore de Lara sur un livret de Paul-Armand Silvestre et Eugène Morand, à l'Opéra d'Alger (14 janvier)
- 1923 : Thaïs, opéra en 3 actes de Jules Massenet sur un livret de Louis Gallet, à l'Opéra de Monte-Carlo (février) : Nicias[15]
- 1923 : Aida, opéra en 4 actes de Giuseppe Verdi sur un livret de Antonio Ghislanzoni, au Théâtre municipal de Colmar (24 octobre) : Radamès[16]
- 1926 : Mârouf, savetier du Caire, opéra-comique en 5 actes d'Henri Rabaud sur un livret de Lucien Népoty, à l'Opéra khédival du Caire (mars) : Mârouf[17]
- 1927 : Hérodiade, opéra en 4 actes de Jules Massenet sur un livret de Paul Milliet et Henri Grémont, au Théâtre municipal d'Oran (11 février) puis au Théâtre-Français de Rouen (27 novembre) : le prophète Jean[18]
- 1928 : Samson et Dalila, opéra en 3 actes de Camille Saint-Saëns sur un livret de Ferdinand Lemaire, au Théâtre municipal d'Oran (15 janvier) : Samson
- 1928 : La Juive, opéra en 5 actes de Fromental Halévy sur un livret d'Eugène Scribe, au Théâtre municipal d'Oran (18 janvier) : Éléazar
- 1928 : Le Trouvère, opéra en 4 actes de Giuseppe Verdi sur un livret d'Émilien Pacini, au Théâtre municipal d'Oran (2 février) : Manrico[19]
- 1929 : Lohengrin, opéra en 3 actes de Richard Wagner, au théâtre des Arts de Rouen (8 février) : Lohengrin[20]
- 1931 : La Juive, opéra en 5 actes de Fromental Halévy sur un livret d'Eugène Scribe, au théâtre des Arts de Rouen (21 janvier) : Éléazar[21]
- 1931  : Lohengrin, opéra en 3 actes de Richard Wagner, au Théâtre municipal de Rennes (22 février) : Lohengrin[22]
- 1932 : La Favorite, opéra en 4 actes de Gaetano Donizetti sur un livret d'Alphonse Royer et Gustave Vaëz, au théâtre du Capitole de Toulouse (20 janvier) : Fernand[23]

## Discographie
Sa discographie entre 1907 et 1934 comporte plus d'une centaine d'enregistrements.